# Kirchdorf (Sundhagen)
Kirchdorf is een Ortsteil van de Duitse gemeente Sundhagen in de deelstaat Mecklenburg-Voor-Pommeren. Tot 7 juni 2009 was ze een zelfstandige gemeente met de Ortsteilen Kirchdorf, Tremt en Jeeser